# Котловина (село)
Котлови́на (до 1945 года — Болбо́ка, гаг. Bolboka, рум. Bulboaca) — село в Ренийской городской общине Измаильского района Одесской области Украины. Единственное гагаузское село в Ренийской общине. Основано в 1812 году гагаузами из Добруджи. С восточной стороны частично омывается пресноводным озером Ялпуг. Основная территория села расположена в огромной котловине. Отсюда и его нынешнее название.

## География
Село Котловина находится на юго-западе Украины, в нескольких километрах от границы с Молдавией, на западном берегу озера Ялпуг — крупнейшего пресноводного озера Украины. Ближайшие населённые пункты: Владычень, Нагорное, Плавни, Етулия. Ближайшие города: Рени, Измаил, Болград. Расстояние до областного центра составляет 279 (255) км.
Через всё село, с севера на юг, протекает речка Безымянка. Водное питание осуществляется преимущественно за счёт дождевых паводков и стока воды с полей орошения. В настоящее время речка практически обмелела и значительно загрязнена.

## Население
В 1816 году в Котловине проживала 71 гагаузская семья. В 1905 году проживало 665 человек, в 1910—2608 человек. Согласно переписи 1930 года в селе насчитывалось около 3250 человек, среди которых 2941 гагауз, 134 румына, 67 болгар, 56 русских, 36 цыган, 8 греков, 6 венгров и 2 турка. В конце 30-х годов в селе проживало около 5500 человек. После массового голода 1946—1947 гг численность населения села сократилась на 60 %. Ныне в Котловине находятся около 960 домов. Общая численность населения села по состоянию на 2006 год составляла около 2839 человек.

## История
В 1812—1814 гг. группа гагаузских и болгарских переселенцев из Добруджи осела на территории естественной котловины на берегу озера Ялпуг, образовав селение Болбока. По одной из версий село Болбока было основано в середине XVI века турком по имени Болбок. По другой версии село названо Болбокой из-за большого обилия родников на побережье озера Ялпуг. Согласно этой версии «болбока» переводится с тюркского как «водоворот». По ещё одной версии село основали переселенцы, остановившиеся на этой территории в 1807 году.
После русско-турецкой войны 1806—1812 годов на территории Буджака Бессарабской области и, в частности, Измаильского цинута, поселилась группа гагаузских и болгарских переселенцев из Добруджи, покинувшая свою историческую землю из-за трудностей с ассимиляцией после разделения исторической области Добруджи между Румынией и Болгарией в начале XIX века. Часть из гагаузских переселенцев в 1812—1814 гг. обжилась на территории большой котловины на западной части от озера Ялпуг, образовав селение Болбока. Селение вошло в Кагульский (до 1830 г.), а позднее — в Измаильский колонистский округ.
После Крымской войны по Парижскому мирному договору 1856 г. часть Буджака была уступлена Россией Молдавскому княжеству. После объединения Дунайских княжеств, село стало частью румынского государства.
Во времена Объединённого княжества Молдавии и Румынии 1859 года территория села входила в состав нового государства Румыния (до 1866 года называлось Объединённое княжество Валахии и Молдавии). Интеграция новых земель в состав Молдавского княжества, а затем и Румынии была довольно проблематичной из-за преимущественно нероманского национально-языкового состава их населения. Экономическая отсталость и институциональная неразвитость Дунайских княжеств, которые к тому же продолжали оставаться в вассальной зависимости от мусульманской Османской империи, вызывала недовольство среди христиан Южной Бессарабии, предки которых приняли российское подданство с целью избавиться от османского ига. Румынское правительство пыталось остановить эмигрантов, поскольку их массовых исход наносил урон и без того слаборазвитой экономике присоединённого края. Однако игнорирование образовательных нужд населения и переход на латиницу усиливало неприятие властей населением региона. В результате начался массовый исход некоторых этнических групп на Восток, на смежную российскую территорию. В период 1861—1862 гг. значительное количество болгарских семей покинули село и поселились в Таврической губернии, заселив земли депортированных ногайцев. После заключения мирного договора в Берлине в 1878 году Румыния была вынуждена уступить эту территорию России. С распадом Российской империи, Румыния оккупировала и аннексировала Бессарабию. Село Котловина, входившее в Ренийский район Измаильской губернии, вошло в состав Румынии. К тому времени бо́льшая часть населения села состояла из гагаузов. В период оккупации края войсками буржуазно-помещичьей Румынии в селе действовали подпольные революционные организации. В 1924 и 1931 годах румынские жандармы напали на след подпольщиков и арестовали пять человек, село было занесено в списки «неблагонадёжных».
После Пакта Молотова — Риббентропа 1939 года Бессарабия, Северная Буковина и область Герца были присоединены к СССР в 1940 году. Таким образом, 2 августа 1940 года была создана Молдавская ССР, а юг (Аккерманская и Измаильская области) и север (Хотинский район) Бессарабии, а также Северная Буковина и жудец Герца были присоединены к Украинской ССР.
Во время вторжения стран Оси в СССР, село было занято немецко-румынскими войсками в июле 1941 года и вновь присоединено к Румынии (Губернаторство Бессарабия). В марте 1944 года, направлявшаяся в район Констанцы диверсионно-организаторская группа «За Советскую Молдавию», высадилась на поле между селами Нагорное и Котловина, ошибочно приняв озеро Ялпуг за реку Дунай. Ранним утром 15 марта началась облава. Завязался бой, в ходе которого обе стороны понесли значительные потери. Оставшиеся в живых десантники попали в плен. В августе 1944 года Котловина была вновь занята Красной Армией в ходе Ясско-Кишинёвской наступательной операции войсками 3-го Украинского фронта.
В 1941—1944 гг. все ранее занятые Советским Союзом территории вновь перешли к Румынии. По окончании Великой Отечественной войны в 1945 году территории снова перешли к СССР и были включены в состав Украинской ССР.
В 1945 году Указом ПВС УССР село Болбока переименовано в Котловину. Историческое утверждение нового названия произошло в 1948 году, тем не менее, гагаузы и болгары (Украины) на своих языках до сих пор называют село Болбокой. В 1954 году Измаильская область была упразднена и все населённые пункты, входившие Измаильскую область, стали подчиняться новообразованной Одесской области. С 1991 года, после распада СССР и провозглашения независимости Украины, Котловина входила в Ренийский район Одесской области Украины. С 17 июля 2020 года Котловина входит в Измаильский район, который был укрупнён постановлением Верховной рады.

### Мобилизация в трудовые армии
С началом Великой Отечественной войны жители Котловины были мобилизованы в совхозы по всему СССР в трудовые армии. Местами их пребывания были области Сибири (Парабель, Томская область), Урала (пос. Роза, Коркино, Челябинская область), Донбасса Украинской ССР (Свердловка, Ровеньки, Макеевка), Казахской ССР (Акмолинская область, Шортандинский район, Зерносовхоз имени Казцык, отделение Комсомольское; шахты Карагандинской области), и другие. Заработок, по тем временам, был неплохой — шахтёры получали от 200 до 600 рублей в месяц. Для жителей села, привыкших работать на земле, работа в шахтах и на строительных объектах была очень тяжёлой и непривычной. Из-за тяжёлых условий работы некоторые котловинцы пытались бежать, но были осуждены. В 1956 году, после указа Президиума Верховного Совета СССР о реабилитации репрессированных, они вернулись домой, в Котловину.

### Голод 1946—1947 гг.
Труднейшие времена переживала Котловина в 1946—1947 гг. — времена второго и последнего Голода на территории Украинской ССР. После создания двух колхозов в 1945 году в селе началась коллективизация — жителей массово принуждали вступать в колхозы. После окончания Великой Отечественной войны особо нуждающиеся регионы СССР необходимо было снабдить зерном, мясом, молоком, шерстью. В Котловине не удавалось выполнить план в срок, в связи с чем в дома жителей села наведывались так называемые «уполномоченные по заготовкам» и бесцеремонно проверяли каждый угол, где могли бы находиться запасы зерна и продовольствия. При наличии этих запасов в домах «уполномоченные» отнимали их у людей, в придачу они забирали домашний скот, лишая сельчан какого-либо способа выживания, а мужчин арестовывали за хранение. Тех, кто пытался сопротивляться, расстреливали. Как и во многих регионах Украинской ССР, жители села подвергались пыткам, от которых некоторые из них погибали.
Постепенно котловинцы стали истощаться от голода. Трупы умерших собирали на повозках. Поскольку Голод происходил зимой, копать могилы для каждого умершего не представлялось возможным, поэтому их закапывали в две братские могилы на местном кладбище. Некоторых закапывали живьём, но в полумёртвом состоянии, поскольку они считались безнадёжными. Среди умерших большинство составляли женщины, старики и дети, поскольку мужчины в то время проводили восстановительные работы на шахтах и заводах Донбасса и Урала, а юноши были в ФЗУ. Те, кто старался в таких условиях выжить, питались травой, сырой кукурузой, лепёшками, сделанными из муки, перемолотой из сердцевины стеблей подсолнуха. Некоторые питались домашними питомцами и другой живностью, обитавшей в тех краях.

Во времена Голода в Котловине участились случаи каннибализма. Так, в мае 1995 года были рассекречены архивы документов КГБ СССР, в которых приводились некоторые случаи поедания человеческой плоти: 
 «…три человека употребили в пищу трупы умерших от истощения жены и сына…»
Один из жителей села от имени группы сельчан обратился к председателю кооператива с просьбой разрешить им есть трупы людей. В 1947 году правительство таки разрешило выдавать небольшую продовольственную помощь в общественных столовых или так называемых «кондиках». Сельчанам по списку выдавали паёк — баланду и 75 грамм хлеба. Чтобы получить порцию умерших, люди прятали от других трупы. Из населения в 5500 человек в селе от голода погибло 3300.
Голод внёс свои коррективы как в посевные, так и в уборочные работы 1947 года. Весенний сев был затянут до лета, а уборочные работы в 1947 году проходили намного тяжелее, чем в 1946 году. Голод увеличил число нетрудоспособных, а применение ручного труда возросло. Некоторое улучшение снабжения происходило с середины 1947 года, когда пик голода уже был пройден.
В современной Котловине у входа на кладбище находится памятник, посвящённый жертвам Голода 1946—1947 гг.

## Экономика и инфраструктура
В 1945 году в селе были созданы два коллективных хозяйства — «Искра» и «Победа». В августе 1948 года на базе этих коллективных хозяйств было создано ещё одно — «28 июня». В 1952 году все три колхоза были объединены в один под названием «Победа». В 1969 году согласно решению правительства УССР коллективное хозяйство «Победа» было реорганизовано в советское хозяйство (совхоз). До марта 1971 года входил в состав Белгород-Днестровских мясо-молочных совхозов. Указом Министерства сельского хозяйства СССР от 24 марта 1971 года совхоз «Победа» был передан Республиканскому объединению «Укрсортпосевноовощ» и назывался «ОАО Посевной совхоз „Победа“». В 1990-х в селе действовали совхоз «Победа» и первое отделение совхоза «Ренийский».
За совхозом «Победа» было закреплено 5200 га сельскохозяйственных угодий, в том числе 3666 га пахотной земли, из них 866 га орошаемой. За отделением совхоза «Ренийский» было закреплено 1823 га сельскохозяйственных угодий, в том числе 1035 га пахотной земли. Специализация отделения — производство мясо-молочной продукции. В производственную структуру совхоза «Победа» входили: тракторно-полевая структура, ферма по выращиванию крупного рогатого скота, молочно-товарная ферма, птицеферма, свиноферма, бухгалтерия, отдел кадров, автопарк, мехмастерские и сельская администрация. Среди промышленного производства: хлебопекарня, маслобойня и мельница. Основная продукция совхоза: озимая пшеница, ячмень, горох, кукуруза, подсолнечник, виноград, посев овощных, кормовых и бахчевых культур. С 1971 года совхоз производил семена 19 сортов овощных и бахчевых культур. С начала 2000 годов совхоз постепенно приходил в упадок. В настоящее время имущество совхоза распродаётся частным покупателям.
В селе действует Котловинская средняя школа (построена в 1987 году). В школе работают 33 учителя. Обучаются 194 ученика. При школе с 2006 года действует Музей этнографии, краеведения и истории школы. Работает дом культуры со зрительным залом на 100 мест. Имеются три библиотеки с книжным фондом около 25 тыс. экземпляров, сельская участковая больница на 25 коек, детский сад на 140 мест, комбинат бытового обслуживания, 3 столовые, более 10 магазинов, отделение связи, сберегательная касса. С 15 июля 2017 года действует пляж-кемпинг «Болбока». В селе действовали две партийные организации, основанные в 1946 году, в которой числились 106 коммунистов, и две комсомольские организации, основанные в 1949 году, в которой состояли 268 членов ВЛКСМ.

## Археологические находки
Недалеко от села были обнаружены остатки поселения эпохи бронзы (XX век до н. э.) и два поселения первых веков нашей эры со смешанным населением, в составе которого были славяне. В 2006 году в окрестности села была найдена часть сокровищ — меч, кинжал, седло, конская узда — все из золота и серебра, инкрустированные драгоценными гранатами-альмандинами. В 2012 году в селе возле озера Ялпуг была обнаружена золотая пластина IV—V веков, являвшаяся частью сокровищ гуннов. Эта находка спровоцировала «золотую лихорадку» среди местного населения.

## Культура

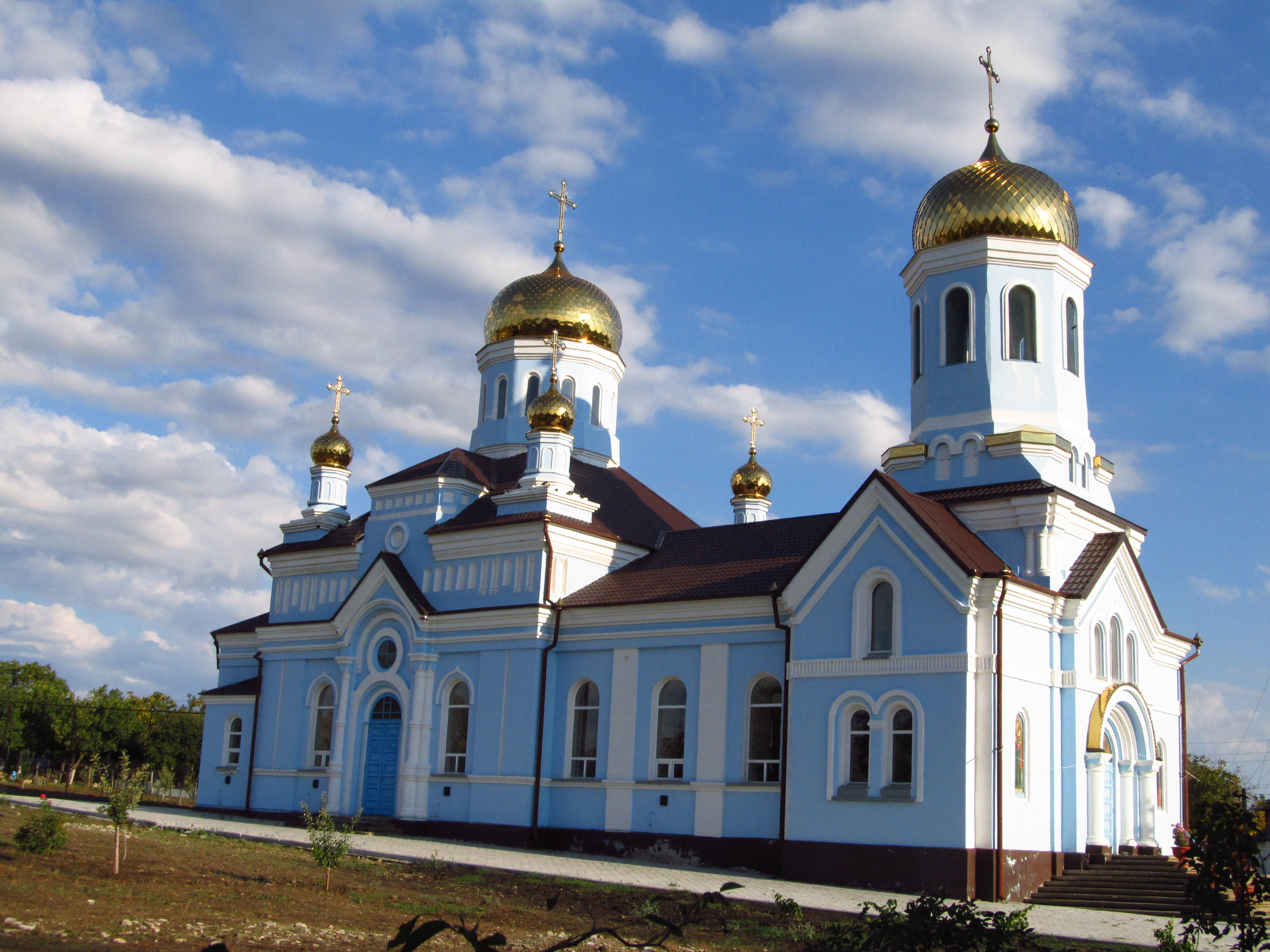
Успенский собор

В селе постоянно празднуют православные, государственные и традиционные праздники, такие как Новый год, Старый Новый год, Пасха, День Победы, Масленица, Троица, Именины, 8 марта и другие. В школе Котловины постоянно проводятся различные кружки, соревнования, КВН, «Брэйн-ринг» и другие виды развлечений. В селе действует танцевальный коллектив «Севда гюлю». В местном доме культуры (восстановленном 8 декабря 2020 года после пожара в 1996 году) и на школьной сцене постоянно проводятся концерты с исполнением песен 70—80—90-х годов и песен современной поп-музыки учащимися школы и их руководителями. В феврале 2010 года в селе прошёл Международный фестиваль гагаузской культуры. 28 августа 2012 года в честь 200-летия Котловины в селе был торжественно открыт парк «Дружба», засаженный более чем 60 деревьями.
Большинство жителей села исповедует православие. В селе действует Свято-Успенский храм Пресвятой Богородицы Украинской православной церкви (Московского патриархата).

## Известные котловинцы
- Козлев, Никола[болг.] (1824—1902) — болгарский литератор и революционер, один из первых болгарских поэтов, проживал в Котловине в 1860—1868 годах.
- Чернов, Виктор Иванович — Заслуженный художник Украины[24].
- Митиогло, Анна Дмитриевна — гагаузская певица. Участница финала «Тюрквидения-2015» от гагаузов Украины[25].